# 白眞勲
白 眞勲（はく しんくん、朝鮮語: 백진훈、1958年〈昭和33年〉12月8日 - ）は、日本の政治家。立憲民主党所属の元参議院議員（3期）。元朝鮮日報日本支社支社長。現在も東京都在住。

## 経歴
東京都新宿区で慶尚北道慶山出身の在日韓国人の父と日本人の母の間に生まれる。本貫は水原白氏。豊島区立高田小学校に入学し、豊島区立大成小学校を卒業。豊島区立第十中学校、1977年東京都立北園高等学校卒業。1983年（昭和58年）日本大学生産工学部建築工学科卒業。1985年（昭和60年）3月、日本大学大学院生産工学研究科博士前期課程建築工学専攻修了。
朝鮮日報入社以降
同年4月、朝鮮日報日本支社へ入社。1986年、延世大学校言語研究教育院を卒業。
1990年朝鮮日報日本支社副支社長就任。
1994年（平成6年）、朝鮮日報日本支社支社長に就任。
1999年（平成11年）頃に朝鮮日報の日本語によるウェブ版を立ち上げる。これが人気を博し、テレビ局などからの取材が増える。「情報プレゼンター とくダネ!」などでコメンテーターを務める。
2003年（平成15年）1月、日本国籍を取得。

### 政界入り
民主党時代
2004年（平成16年）、朝鮮日報を退社。菅直人に抜擢され、同年7月の第20回参議院議員通常選挙比例区に民主党公認候補として立候補し、立正佼成会の応援も得て初当選した。参議院外交防衛委員会に所属。
2005年（平成17年）9月11日の第44回衆議院議員総選挙で民主党は議席を「177」から「113」に減らし、9月12日、党代表の岡田克也は引責辞任を表明。岡田の辞任に伴う代表選挙（9月17日実施）では菅直人の推薦人に名を連ねた。
2010年（平成22年）6月2日、鳩山由紀夫が民主党代表と首相辞任を表明。鳩山の辞任に伴う代表選挙（6月4日実施）では菅直人の推薦人に名を連ねた。
同年7月の第22回参議院議員通常選挙で比例区で再選。選挙では立正佼成会の支援を受けた。同年9月14日に行われた民主党代表選挙では菅直人の推薦人に名を連ねた。
2011年（平成23年）8月26日、菅直人首相が民主党代表辞任を正式に表明。菅の辞任に伴う代表選挙（8月29日実施）では鹿野道彦の推薦人に名を連ねた。
2012年（平成24年）12月、野田第3次改造内閣で内閣府副大臣に就任。
民進党時代
2016年（平成26年）の第24回参議院議員通常選挙に民進党公認で比例区から立候補。白の得票数は比例候補者22人中11位。同党が比例で獲得した11議席にすべりこみ、3選を果たした。西日本での得票数が低く、東日本の得票数が多かった。立正佼成会の支援。同年9月15日に行われた民進党代表選挙では玉木雄一郎の推薦人に名を連ねた。
2017年（平成29年）10月27日、民進党代表の前原誠司が、同月の衆院選で党を分裂させる形で戦う原因をつくったことについて陳謝し、引責辞任を正式に表明。前原の辞任に伴う代表選挙（10月31日実施）では大塚耕平の推薦人に名を連ねた。
2018年（平成30年） 5月 、民進党と希望の党による新党設立に参加せず、5月7日に民進党を離党して立憲民主党へ入党を申請し、5月8日の常任幹事会で入党が承認。
立憲民主党時代
2020年（令和2年）9月15日、旧立憲民主党と旧国民民主党は、2つの無所属グループを加えた形で新「立憲民主党」を結成。白も新党に参加。
2021年（令和3年）10月31日の第49回衆議院議員総選挙で立憲民主党は議席を「109」から「96」に減らし、11月2日、枝野幸男代表は引責辞任を表明。枝野の辞任に伴う代表選挙（11月30日実施）では逢坂誠二の推薦人に名を連ねた。
2022年（令和4年）7月10日の第26回参議院議員通常選挙で、立憲民主党は比例代表で7議席を獲得。白は党内候補者20人中8番目の得票数で落選した。
2025年　(令和7年)　7月20日の第27回参議院議員通常選挙で、立憲民主党では比例代表で7議席を獲得。白は党内候補者22人中8番目の得票数で次点となり、2022年に引き続き落選した。

## 政策・主張

### 憲法
- 憲法改正について、2016年の朝日新聞社、2022年のNHKのアンケートで「反対」と回答[30][31]。

- 9条改憲について、2016年、2022年の毎日新聞社のアンケートで「反対」と回答[32][33]。9条への自衛隊の明記について、2022年のNHKのアンケートで「反対」と回答[31]。

- 憲法を改正し緊急事態条項を設けることについて、2022年のNHKのアンケートで「反対」と回答[31]。

### 外交・安全保障
- 「他国からの攻撃が予想される場合には先制攻撃もためらうべきではない」との問題提起に対し、2016年のアンケートで「どちらかと言えば反対」と回答[30]。

- 敵基地攻撃能力を持つことについて、2022年のNHKのアンケートで「どちらかと言えば反対」と回答[31]。

- 「北朝鮮に対しては対話よりも圧力を優先すべきだ」との問題提起に対し、2016年のアンケートで「どちらかと言えば賛成」と回答[30]。

- 安全保障関連法の成立について、2016年の毎日新聞社のアンケートで「廃止すべき」と回答[32]。

- 普天間基地の移設問題について、2016年の毎日新聞社のアンケートで「国外に移設すべき」と回答[32]。普天間基地の辺野古移設について、2022年の毎日新聞社のアンケートで「どちらかと言えば反対」と回答[33]。

- 日本の核武装について、2016年の毎日新聞社のアンケートで「将来にわたって検討すべきでない」と回答[32]。

- 2015年8月5日の参院平和安全法制特別委員会で原発再稼働と核開発を関連づけて「原発再稼働をする安倍晋三政権は核抑止力を持ちたいのか」と質問し、また、自衛隊海外派遣に際しては、武器・弾薬の輸送を民間会社に任せるべきだと主張した[34]。

- ロシアは2022年2月24日、ウクライナへの全面的な軍事侵攻を開始した[35]。日本政府が行ったロシアに対する制裁措置についてどう考えるかとの問いに対し、2022年のNHKのアンケートで「適切だ」と回答[31]。同年の毎日新聞社のアンケートで「今の制裁で妥当だ」と回答[33]。

- 2022年6月7日、政府は経済財政運営の指針「骨太方針」を閣議決定した。NATO加盟国が国防費の目標としている「GDP比2％以上」が例示され、防衛力を5年以内に抜本的に強化する方針が明記された[36]。「防衛費を今後どうしていくべきだと考えるか」との問いに対し、2022年のNHKのアンケートで「今の程度でよい」と回答[31]。

- 徴用工訴訟問題や慰安婦問題などをめぐり日韓の対立が続くなか、関係改善についてどう考えるかとの問いに対し、2022年の毎日新聞社のアンケートで「韓国政府がより譲歩すべきだ」と回答[33]。

- 2009年5月6日、訪中した民主党両院議員団の24名[37]とともに、平頂山事件について公式謝罪を日本政府に要求した[38]。

- 2010年10月7日、衆議院第2議員会館で開催された「韓国・朝鮮の遺族とともに遺骨問題の解決へ全国連絡会（代表：上杉聰）」に参加し、「（日本国は朝鮮半島に対する植民地支配の）責任を認め、（問題解決の）早期実現に全力でとりくむ」ことを求める決議を採択する[39]。

### ジェンダー
- 選択的夫婦別姓制度の導入について、2010年の毎日新聞社のアンケートで「反対」と回答し[40]し、同年の読売新聞社のアンケートで「やや反対」と回答[41]。2016年、2022年のアンケートで「どちらかと言えば賛成」と回答[30][31]。

- 同性婚を可能とする法改正について、2016年の朝日新聞社のアンケートで「どちらとも言えない」と回答[30]。2022年のNHKのアンケートで「どちらかと言えば賛成」と回答[31]。

- クオータ制の導入について、2016年、2022年のアンケートで「どちらかと言えば反対」と回答[30][31]。

### 永住外国人地方参政権付与
- 2004年7月12日、初当選直後に民団中央本部に挨拶に訪れ、「これからがスタート。在日に勇気と希望、元気を与えたい。在日も韓国系日本人も結集し、みんなの力で地方参政権を獲得しよう」と述べると、民団の呂健二副団長は「ねじを巻き直して在日の参政権運動にともに邁進しよう」と応じた[42]。

- 2005年2月25日、参議院憲法調査会で「日本で生活して20年以上になる定住外国人には参政権を認めるべき」と見解を示した[43]。

- 2007年9月、韓国の聯合ニュースのインタビューで「次の世代の在日同胞の韓国に対する帰属意識が弱まっているだけに、永住外国人としての地方参政権問題に同胞社会が関心を持っている」と見解を述べた[44]。

- 2007年12月、在日本大韓民国青年会の主催する集会にツルネン・マルテイと一緒に参加し、「日本の内なる国際化のためには定住外国人に地方参政権を与えるべきだ」との認識をあらためて表明した[45]。

- 2008年2月27日、韓国ソウルで行われた李明博大統領の就任式祝賀会に川上義博と共に参加。李大統領の「地方参政権実現へ強い熱意がある。皆さんの長年の思いに応えることはもちろん、韓日関係の成熟化と相互発展のために、ぜひ実現にこぎつけたい」と発言をした[46]。

- 2008年4月16日、在日本韓国青年会や労働組合などでつくる市民団体が開催した住外国人の地方参政権を求める緊急集会に参加し、「少子高齢化社会が到来するいま、永住外国人の皆さんと力を合わせて頑張りたい」と呼び掛けた。

- 2008年5月30日、民団栃木県本部で末松義規と共に講演し、「皆さんの参政権獲得の思いを、これまで以上に政治家の出身選挙区でぶつけることが獲得への近道だ」と呼びかけている。また「帰化推進」策については、「参政権と同列に扱う問題ではない」とした上で、「帰化しない者に対する新たな差別が起きる。帰化するかしないかを踏み絵にすべきではない」と一蹴した[47]。

- 2009年5月31日、円より子・魚住裕一郎・塩川鉄也・有田芳生と共に「永住外国人に地方参政権を！5・31集会」に参加し、外国人参政権付与を訴えた[48]。

- 2009年9月17日、在日本大韓民国民団の大阪本部が主催する当選祝賀懇親会に川上義博と共に参加。「2010年の通常国会で外国人参政権を実現させる」と約束した[49]。

- 2009年10月29日、在日本大韓民国婦人会中央本部創立60周年記念式典に参加し、「なんとしてでも早期に実現するよう努力することを約束する。」と発言した[50]。

- 2009年11月26日、衆議院第1議員会館で、在日本大韓民国青年会や在日本大韓民国民団が主催する「永住外国人の地方参政権法案の早期立法化を求める11・26緊急院内集会」に参加し、在日外国人の参政権法案を早期に成立させる決意表明をした[51]。

- 2009年11月28日、在日韓国青年会OB全国連絡会の講演で地方参政権の今後の動向について「一番の問題点は、外国人に対する地方参政権付与が国益に反するか否かだ。日本社会には60人に1人の割合で外国人が居住しており、地域住民として受け入れていかなければ、日本の未来はない」と発言した。また、「在日韓国人が韓国の国政参政権と日本の地方参政権を有しても矛盾することはない。海外に居住する日本人で同じケースがある」と指摘した[52]。

- 2010年1月30日、新宿で開催された東京慶尚北道道民会に出席し「地方参政権法案が実現するよう全力を尽くす」と韓国語であいさつした[53]。

- 2011年8月15日、民団東京本部が開催した第66回光復節慶祝中央記念式典に参加し、「日韓両国は本当に近い関係であり、今後もさらに絆を深めていく関係だ。東日本大震災での民団の救援活動には大変感謝している。民団の活動は隣人を少しでも救いたいという心があったからだ。共に生きていく住民としての権利、地方参政権を必ず実現させるべきだ」と訴えた[54]。

- 2016年7月21日、参議院選挙後のインタビューで「私は永住外国人の地方参政権を諦めていない。今後もその実現のために信念をもって取り組んでいく。」と回答した。[55]

- 2016年8月15日に在日本大韓民国民団東京本部の主管で東京・江戸川区総合文化センター開催された第71周年光復節中央記念式典で「リオ五輪に参加している日本選手の中には、外国系もいる。彼らの存在が日本社会の共生推進につながる。差別的言動をなくす努力をする。地方参政権獲得もあきらめない」と発言した[56]。

### 提出法案
2004年に当選以降、これまで共同による法案提出が4回ある。いずれも野党時代のものであり審議未了ないし本会議否決となっている。
- 原子爆弾被爆者に対する援護に関する法律の一部を改正する法律案
  - 発議者：山本孝史・谷博之・柳田稔・犬塚直史・白眞勲・小池晃・福島瑞穂
  - 2005年10月5日提出、2005年11月1日未了
- イラクにおける自衛隊の部隊等による対応措置を直ちに終了させるためのイラクにおける人道復興支援活動及び安全確保支援活動の実施に関する特別措置法を廃止する法律案（イラク復興支援特別措置法廃止法案）
  - 発議者：浅尾慶一郎・犬塚直史・榛葉賀津也・白眞勲・柳田稔・佐藤公治
  - 2007年10月18日提出、2008年1月15日未了
- 原子爆弾被爆者に対する援護に関する法律の一部を改正する法律案[57][58]
  - 発議者：山本孝史・直嶋正行・福山哲郎・白眞勲・松野信夫・足立信也・犬塚直史
  - 2007年12月4日提出、2008年1月15日未了
- 国際的なテロリズムの防止及び根絶のためのアフガニスタン復興支援等に関する特別措置法案（アフガニスタン復興支援特別措置法案）
  - 発議者：直嶋正行・福山哲郎・大塚耕平・浅尾慶一郎・犬塚直史・白眞勲・佐藤公治・神本美恵子・藤末健三
  - 2007年12月21日提出、2008年10月21日衆議院本会議否決

### その他
- 首相の靖国神社参拝について、2016年のアンケートで「反対」と回答[30]。

- 「治安を守るためにプライバシーや個人の権利が制約されるのは当然だ」との問題提起に対し、2016年のアンケートで「どちらかと言えば反対」と回答[30]。

- 「原子力発電所は日本に必要だと思うか」との問いに対し、2016年の毎日新聞社のアンケートで「必要ない」と回答[32]。

- 2016年の米国大統領選挙について「ドナルド・トランプとヒラリー・クリントンのどちらを支持するか」との問いに対し、2016年の毎日新聞社のアンケートで「どちらとも言えない」と回答[32]。

- アベノミクスについて、2022年の毎日新聞社のアンケートで「評価できず、見直すべきだ」と回答[33]。

- 国会議員の被選挙権年齢の引き下げについて、2022年の毎日新聞社のアンケートで「反対」と回答[33]。

- 2010年6月21日、東京地方裁判所に対して「インターネット上における悪質な虚偽ないし誹謗中傷による名誉毀損」を受けたとして、発信者情報の開示と蒙った精神的損害の請求を求める提訴を行った。同時に、警察への告発を含めた刑事責任の追及を進めていることも明らかにした[59]。

## 所属団体・議員連盟
- 国際連帯税創設を求める議員連盟
- 在日韓国人をはじめとする永住外国人住民の法的地位向上を推進する議員連盟（幹事・呼びかけ人）
- 朝鮮通信使交流議員の会（幹事）
- 民主党日韓議員交流委員会（幹事）
- 日韓からアジアの新機軸を考える会（幹事長）
- 特定非営利活動法人日本・ロシア協会（理事）

## 人物・エピソード
選挙では立正佼成会の推薦を受けてきた。2022年の参議院議員選挙では、立正佼成会新宿教会が後援会を発足させている。
第22回参議院議員通常選挙が公示された2010年6月24日に、新宿駅小田急百貨店前に於けるたちあがれ日本の街頭演説開始数分後、白眞勲陣営の宣伝カーが100メートルも離れていない京王百貨店前位置に止まり、演説を始めたため演説を終えた与謝野馨から「公党間の約束で決めた場所に勝手に入ってくるな」と抗議を受けた。白陣営の民主党・末松義規衆院議員は「公道でやって何が悪い。（聴衆の）動員をかけているのに、どけと言うのか」といい拒否。末松義規はこれに抗議した与謝野の胸ぐらを掴むなどし激しい口論に発展した。また、白陣営は同席していた石原慎太郎都知事が地方参政権付与に反対の演説をすると大声で抗議をおこない、石原は「うるせえな、お前ら。どこの何人だ。日本人ならルールを守れ」と激怒した。たちあがれ日本比例代表の中畑清は「アスリートとして、モラルのない行動は許せない。腹が立ちました!」と批判した。白眞勲陣営の選挙対策本部長を務める末松義規は、「（たちあがれ日本の）代表の演説が終わるまでは待ったが、我々も支持者を待たせていたので、仕方なく演説を始めた。私も長年選挙戦を戦っているが、最初と最後は乱立する。演説をやっているところであとから始めるのは何度もあった」と反論している（実際には日本共産党・たちあがれ日本・公明党の順で街頭演説をすることになっていた）。

## 家族
- 韓国人である父方の祖父は、父と日本人の母との結婚を最後まで反対していたため、白が祖父に初めて会ったのは祖父がこの世を去る3時間前だったという[1]。
- 日本人女性と結婚したが離婚[67]。長女はタレントで実業家の宮崎麗果[68]。

## 著書
- 白眞勲『日韓魂(にっかんだましい)　日本と韓国に生き、世界を見つめる』真田幸光(対談)、花伝社(出版) 共栄書房(発売)、2016年1月25日。ISBN 978-4-7634-0766-5。